# Coupe ASOBAL 2017-2018
Navigation
Coupe ASOBAL 2016-2017 Coupe ASOBAL 2018-2019
La Coupe ASOBAL 2017-2018 est la 28e édition de la compétition qui a eu lieu les 16 et 17 décembre 2017 dans le Palais des sports de León.
Elle est remportée par le FC Barcelone pour la 13e fois.

## Équipes engagées et formule
Les équipes engagées sont le CB Ademar León qui est organise la compétition à domicile et les trois premières équipes du Championnat d'Espagne 2017-2018 à la fin des matchs aller, à savoir le FC Barcelone, le BM Guadalajara et le Helvetia Anaitasuna.
Le format de la compétition est une phase finale à 4 (demi-finale, finale) avec élimination directe. L'équipe qui remporte la compétition obtient une place qualificative pour la Ligue des champions 2018-2019.

## Résultats
|  | Demi-finales        | Demi-finales   |              |    | Finale | Finale |
|  | Demi-finales        | Demi-finales   |              |    | Finale | Finale |
|  |                     |                |              |    |        |        |
|  |                     |                |              |    |        |        |
|  |                     |                |              |    |        |        |
|  | FC Barcelone        | 36             |              |    |        |        |
|  | FC Barcelone        | 36             |              |    |        |        |
|  | BM Guadalajara      | 22             |              |    |        |        |
|  | BM Guadalajara      | 22             | FC Barcelone | 28 |        |        |
|  |                     |                | FC Barcelone | 28 |        |        |
|  |                     | CB Ademar León | 22           |    |        |        |
|  | CB Ademar León      | CB Ademar León | 22           | 24 |        |        |
|  | CB Ademar León      |                |              | 24 |        |        |
|  | Helvetia Anaitasuna | 23             |              |    |        |        |
|  | Helvetia Anaitasuna | 23             |              |    |        |        |